# Криза із заручниками у Єревані (2016)

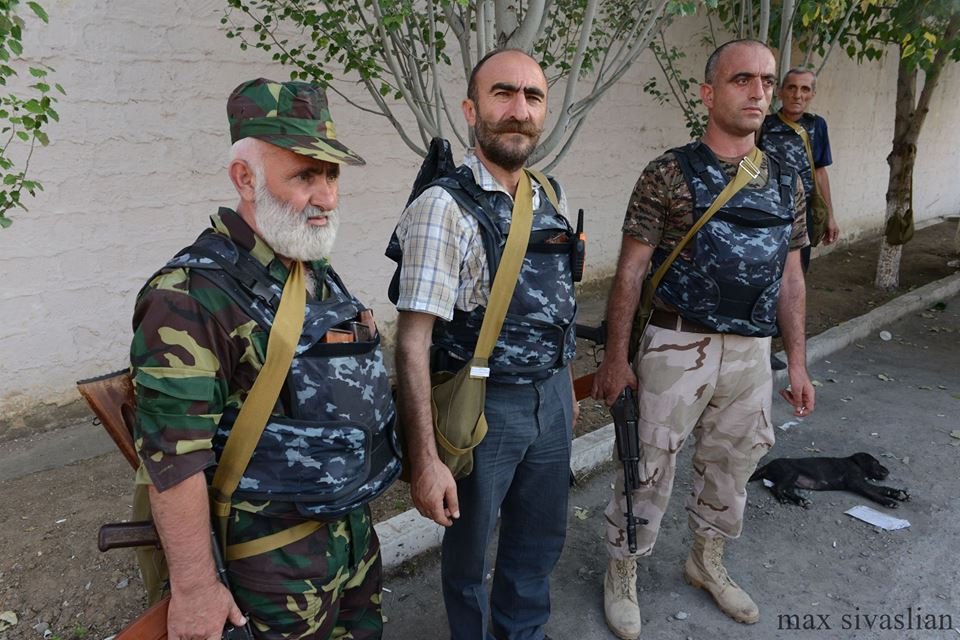

Криза із заручниками у Єревані 2016 року — політична криза у Вірменії, викликана захопленням поліцейської дільниці та захопленням заручників 17 липня 2016 року та подальшим силовим протистоянням.
17 липня 2016 року в столиці Вірменії Єревані група озброєних людей, які називають себе Несамовиті з Сасуна («Сасна црер», назву взято з поеми), взяли штурмом поліцейську дільницю в Єревані і захопили дев'ять заручників. Штурмовики вимагали звільнити лідера опозиції Жирайра Сефіляна, а також відставки президента Сержа Саргсяна. Під час нападу один поліцейський був убитий. Після захоплення відділення штурмовики почали силове протистояння з урядовими силами. Одночасно з силовим протистоянням розпочався багатолюдний мітинг протестуючих, які виступили з вимогами відставки президента країни.

## Передумови виникнення кризи
В 2013 році у Вірменії відбулись вибори, які, через численні порушення, призвели до втрати популярності правлячої Республіканської партії Вірменії. 
В 2015 році за підозрою в підготовці державного перевороту, але звільнений незабаром після цього були заарештовані координатор громадської ініціативи «На захист визволених територій» Жирайр Сефілян та кілька його прихильників. Сефіляна заарештовували і раніше: в 2006 році — за звинуваченням у заклику до «насильницького повалення уряду», після чого він був ув'язнений на 18 місяців, він був випущений в 2008.
20 червня 2016 року Сефілян, який виступав проти можливих поступок Азербайджану, знову був заарештований за підозрою у плануванні захоплення будівлі і споруд зв'язку, в тому числі телевізійної вежі Єревана.

## Криза

### Захоплення заручників
17 липня озброєна група людей протаранили вантажівкою сталеві ворота бази полку поліції, взяла під контроль будівлі полку та висунула вимоги щодо звільнення з в'язниці Жирайра Сефіляна. Під час захоплення бази один поліцейський загинув, принаймні ще двоє отримали поранення, дев'ять чоловік опинилися в заручниках. В результаті подальших переговорів двоє поліцейських одразу були звільнені.
Поліція назвала озброєних людей терористами, опозиція вважає їх такими, що вичерпали всі можливості політичної боротьби.
18 липня більше 1500 протестувальників провели антиурядовий мітинг в Єревані, закликаючи до мирного врегулювання кризи. При цьому відбулись зіткнення з силами поліції, в яких прихильники опозиції кидали каміння в поліцію, а поліція застосувала проти протестувальників сльозогінний газ і шумові гранати. 21 липня, після розгону акції протесту, було затримано 136 учасників масових протестів.
23 липня з'явилися ознаки завершення протистояння, 24 числа були звільнені решта заручників, цього ж дня на територію бази вперше були допущені журналісти.
Через невиконання вимог щодо звільнення Жирайра Сефіляна до 25 липня бойовики спалили всередині дільниці три поліцейські автомобілі.
28 липня в протестах взяло участь до 20 тисяч чоловік, при цьому відбулись зіткнення, в яких велика група поліцейські в цивільному напала з металевими стрижнями на беззбройних людей, серед яких були також журналісти. 60 осіб отримали поранення. Під час протистояння були затримані відомі представники опозиції Вірменії. Міжнародне співтовариство засудило ці напади на цивільних і журналістів.

### Завершення кризи
31 липня, через погрози розпочати штурм будівлі, збройна група здалася. Поліція повідомила, що були затримані 20 бойовиків.
З 1 по 11 серпня протести в Єревані тривали. 4 серпня, під час мітингу в Єревані, близько 20 протестуючих були взяті під варту в поліції.
В результаті внутрішнього розслідування в поліції Вірменії були оштрафовані кілька поліцейських, начальник поліції Єревана отримав суворе попередження і був відсторонений від своїх обов'язків.